# Write-Back
Write back (також write behind) — шаблон проєктування для оптимізації використання кешу.

## Проблема
Аплікація застосовує кеш для оптимізації повторного доступу до даних. Однак дані часто оновлюються. Необхідно забезпечити спосіб підтримувати максимально актуальні дані в кеші.

## Вирішення
Читаємо дані із кешу. При зміні даних оновлюємо кеш та асинхронно оновлюємо відповідне сховище.

## Переваги та недоліки

### Переваги
- забезпечує консистенцію даних при оптимізованому доступі
- забезпечує збереження статичних даних
- надає оптимізований спосіб запису даних

### Недоліки
- система не може працювати при несправності кешу. Якщо кеш не працює потрібні обхідні шляхи
- нормалізовані дані. Кеш-сервіс зберігає дані у тому ж вигляді що і в сховищі
- кеш наповнюється даними, що не використовуються

## Опис
1. Читаємо дані з кешу.
2. При зміні даних оновлюємо кеш.
3. Кеш-сервіс асинхронно оновлює сховище.

```
public
 
Data
 
GetData
()

{

	
return
 
_cache
.
GetData
();

}

public
 
void
 
UpdateData
(
Data
 
data
)

{

	
return
 
_cache
.
UpdateDataAsync
(
data
);

}

```

```
class
 
Cache

{

	
public
 
Data
 
GetData
()

	
{

		
return
 
this
.
GetCachedData
();

	
}

	
public
 
void
 
UpdateDataAsync
(
Data
 
data
)

	
{

		
_queue
.
UpdateData
(
data
);

	
}

}

```

```
class
 
Queue

{

	
public
 
void
 
UpdateData
(
Data
 
data
)

	
{

		
_database
.
UpdateData
(
data
);

	
}

}

```